# Ferdinand VII van Spanje
Ferdinand Maria Frans de Paula Dominicus Vincent Ferrer Anton Jozef Joachim Pascal Dictus Johan Nepomuceen Januarius Frans Xavier Rafaël Michaël Gabriël Calixtus Cajetanus Faustus Lodewijk Raymond Gregorius Laurens Hiëronymus (Escorial, 14 oktober 1784 – Madrid, 29 september 1833) was in 1808 en vanaf 1814 koning van Spanje.

## Kroonprins
Hij werd geboren als vijfde zoon van Karel IV en Maria Louisa van Parma, een dochter van Filips van Parma. Onder leiding van Manuel de Godoy, die een grote invloed op zijn moeder uitoefende, kreeg hij een slechts op jacht en vermaak gerichte opvoeding.
Hij trad op 6 oktober 1802 in het huwelijk met Maria Antonia van Bourbon-Sicilië, dochter van Ferdinand IV van Napels. Zij stierf reeds in 1806.
Ferdinand genoot reeds als kroonprins onder het volk een grote populariteit als tegenstander van Godoy. Uit haat tegen Godoy en uit bezorgdheid om door zijn hem vijandig gezinde ouders van de troonopvolging uitgesloten te worden, zocht hij contact met François de Beauharnais, de toenmalige Franse gezant in Madrid. Ook begon hij een briefwisseling met Napoleon, aan wie hij te kennen gaf met de oudste dochter van zijn broer Lucien te willen huwen. Hij werd echter verraden en op 18 oktober 1807 in het Escorial aangehouden. In een koninklijk manifest werd hem hoogverraad ten laste gelegd, waarna hij zich berouwvol gewonnen gaf en zijn medeplichtigen verraadde.

## Eerste koningschap en ballingschap
Toen de Fransen naar Madrid oprukten, dwong een volksoproer Karel IV in maart 1808 de Fransgezinde Godoy te ontslaan. Hij trachtte naar Amerika te vluchten, maar werd door aanhangers van Ferdinand gedwongen te zijnen gunste troonsafstand te doen. Ferdinand VII werd enthousiast door het volk onthaald, maar reeds enkele dagen later herriep Karel na interventie door Joachim Murat zijn abdicatie weer. Napoleon, die Ferdinands koningschap afkeurde, nodigde vader en zoon uit naar Bayonne en wist hen er na lang onderhandelingen toe te bewegen afstand te doen van de troon. Ferdinand kreeg onder de bescherming van Napoleon het slot Valençay en een jaarlijkse uitkering van 1 miljoen frank toegewezen.
Terwijl in Spanje Napoleons broer Jozef zich moeizaam op de troon handhaafde, bracht Ferdinand samen met zijn broer Don Carlos meer dan vier jaar teruggetrokken door in Frankrijk, waar wellust en religieus fanatisme zich meer en meer van hem meester maakte.

## Tweede koningschap
Hij aanvaardde na de val van Napoleon opnieuw de troon en werd op 13 mei 1814 enthousiast begroet in Madrid. Onmiddellijk schafte hij de liberale constitutie van 1812 af en hij vervolgde opstandelingen op dermate wrede en meedogenloze wijze dat Lodewijk XVIII hem maande zich te matigen, een verzoek dat hij naast zich neerlegde. Een opstand in januari 1820 dwong hem echter de liberale grondwet opnieuw in te voeren. Pas na gewapend ingrijpen door Frankrijk in 1823 kon hij zijn absolute macht herstellen.

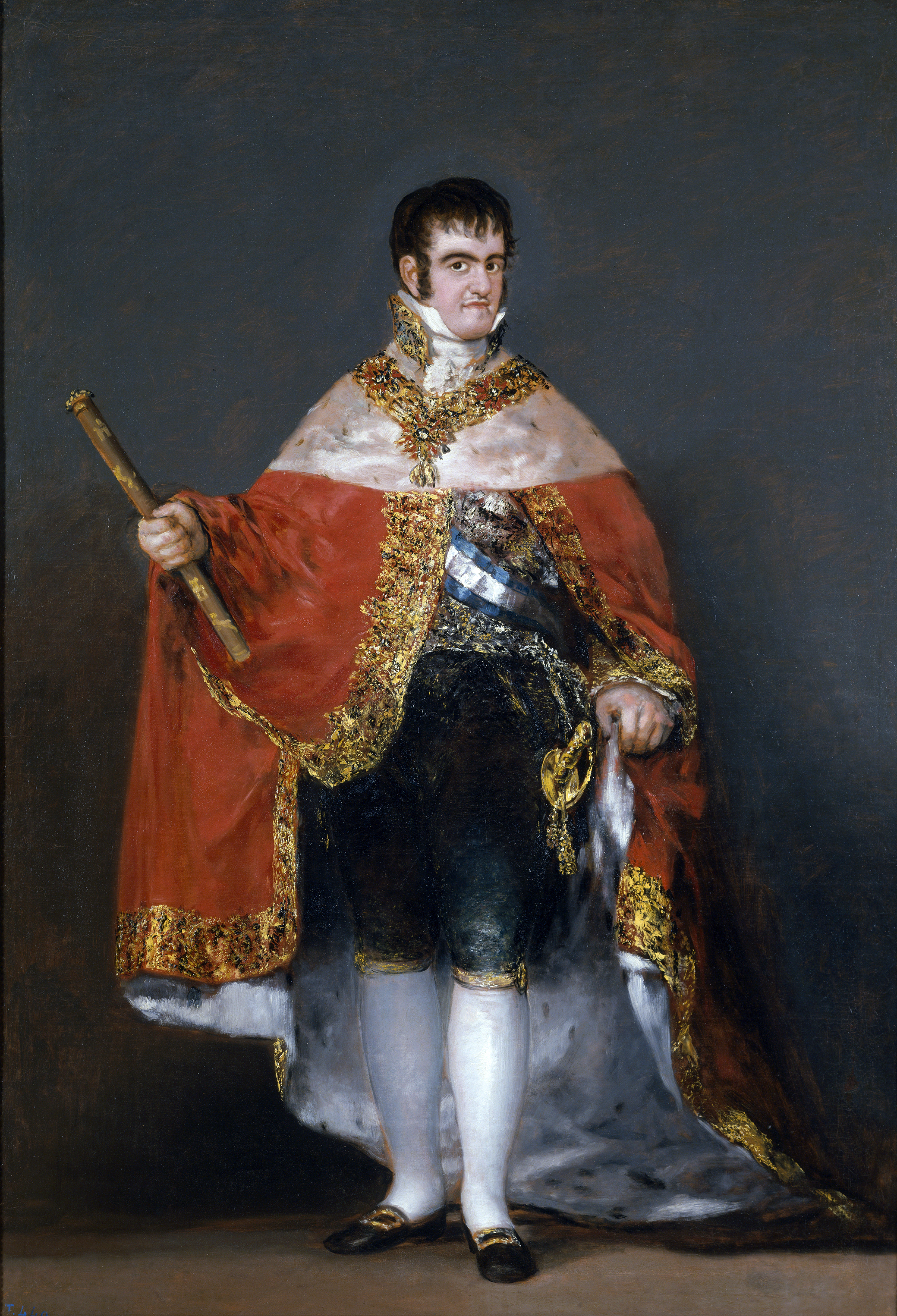
Koning Ferdinand VII door Francisco Goya.

Op 29 september 1816 hertrouwde hij met Maria Isabella van Portugal, dochter van Johan VI. Zij schonk hem een dochter, Maria Isabella (1817-1818), maar de infante stierf al in 1818. Kort hierop, op 20 oktober 1819, volgde Ferdinands derde huwelijk met Maria Josepha, dochter van Maximiliaan van Saksen. Zij stierf in 1829 en op 11 december van datzelfde jaar trouwde hij voor de vierde keer, nu met Maria Christina van Bourbon-Sicilië, dochter van Frans I der Beide Siciliën. Uit dit huwelijk werden twee dochters geboren:
- Isabella María (10 oktober 1830 - 10 april 1904), koningin van Spanje; huwde met infant Frans van Assisi van Bourbon.
- Luisa Fernanda (30 januari 1832 - 1 februari 1897), huwde met Anton van Orléans-Montpensier, jongste zoon van koning Lodewijk Filips I van Frankrijk.

Enige maanden voor de geboorte van Isabella, op 29 maart 1830, maakte Ferdinand door middel van een Pragmatieke Sanctie bekend dat zijn vader in 1789 de Salische Wet, volgens welke vrouwen niet opvolgingsgerechtigd waren, had afgeschaft. Dit wekte grote ergernis bij zijn broer Don Carlos, die zijn kans op het koningschap in rook zag opgaan.
Carlos en zijn aanhangers lieten het er niet bij zitten en lieten de doodzieke en half bewusteloze koning in 1832 een decreet tekenen dat de Pragmatieke Sanctie ophief. Ferdinand herstelde echter tegen alle verwachting in weer en verklaarde het decreet op 31 december voor vervallen. Hij aanvaardde op 4 januari 1833 opnieuw de regering, die sinds oktober 1832 door zijn echtgenote werd waargenomen, maar hij stierf al op 29 september 1833.
In Madrid werd zijn 3-jarige dochter Isabella II hierop tot koningin uitgeroepen. Don Carlos en zijn aanhangers, de carlisten, erkenden haar koningschap niet en nog datzelfde jaar brandde de Eerste Carlistenoorlog los.
Ferdinand was de eerste niet-Nederlander die werd opgenomen in de Orde van de Nederlandse Leeuw.

## Kwartierstaat (voorouders)
| August III van Polen (1696-1763)           | August III van Polen (1696-1763)           | August III van Polen (1696-1763)           | August III van Polen (1696-1763)           | August III van Polen (1696-1763)           | August III van Polen (1696-1763)           |                                     |                                     | Maria Josepha van Oostenrijk (1699-1757) | Maria Josepha van Oostenrijk (1699-1757) | Maria Josepha van Oostenrijk (1699-1757) | Maria Josepha van Oostenrijk (1699-1757) | Maria Josepha van Oostenrijk (1699-1757) | Maria Josepha van Oostenrijk (1699-1757) |                                 |                                 | Filips V van Spanje (1683–1746)      | Filips V van Spanje (1683–1746)      | Filips V van Spanje (1683–1746)      | Filips V van Spanje (1683–1746)      | Filips V van Spanje (1683–1746)      | Filips V van Spanje (1683–1746)      |  |  | Elisabetta Farnese (1692-1766)       | Elisabetta Farnese (1692-1766)       | Elisabetta Farnese (1692-1766)       | Elisabetta Farnese (1692-1766)       | Elisabetta Farnese (1692-1766)       | Elisabetta Farnese (1692-1766)       |                                    |                                    | Lodewijk XV van Frankrijk (1710-1774)      | Lodewijk XV van Frankrijk (1710-1774)      | Lodewijk XV van Frankrijk (1710-1774)      | Lodewijk XV van Frankrijk (1710-1774)      | Lodewijk XV van Frankrijk (1710-1774)      | Lodewijk XV van Frankrijk (1710-1774)      |                                            |                                            | Maria Leszczyńska (1703-1768)              | Maria Leszczyńska (1703-1768)              | Maria Leszczyńska (1703-1768)          | Maria Leszczyńska (1703-1768)          | Maria Leszczyńska (1703-1768)          | Maria Leszczyńska (1703-1768)          |  |  |                      |                      |                      |                      |                      |                      |
| August III van Polen (1696-1763)           | August III van Polen (1696-1763)           | August III van Polen (1696-1763)           | August III van Polen (1696-1763)           | August III van Polen (1696-1763)           | August III van Polen (1696-1763)           |                                     |                                     | Maria Josepha van Oostenrijk (1699-1757) | Maria Josepha van Oostenrijk (1699-1757) | Maria Josepha van Oostenrijk (1699-1757) | Maria Josepha van Oostenrijk (1699-1757) | Maria Josepha van Oostenrijk (1699-1757) | Maria Josepha van Oostenrijk (1699-1757) |                                 |                                 | Filips V van Spanje (1683–1746)      | Filips V van Spanje (1683–1746)      | Filips V van Spanje (1683–1746)      | Filips V van Spanje (1683–1746)      | Filips V van Spanje (1683–1746)      | Filips V van Spanje (1683–1746)      |  |  | Elisabetta Farnese (1692-1766)       | Elisabetta Farnese (1692-1766)       | Elisabetta Farnese (1692-1766)       | Elisabetta Farnese (1692-1766)       | Elisabetta Farnese (1692-1766)       | Elisabetta Farnese (1692-1766)       |                                    |                                    | Lodewijk XV van Frankrijk (1710-1774)      | Lodewijk XV van Frankrijk (1710-1774)      | Lodewijk XV van Frankrijk (1710-1774)      | Lodewijk XV van Frankrijk (1710-1774)      | Lodewijk XV van Frankrijk (1710-1774)      | Lodewijk XV van Frankrijk (1710-1774)      |                                            |                                            | Maria Leszczyńska (1703-1768)              | Maria Leszczyńska (1703-1768)              | Maria Leszczyńska (1703-1768)          | Maria Leszczyńska (1703-1768)          | Maria Leszczyńska (1703-1768)          | Maria Leszczyńska (1703-1768)          |  |  |                      |                      |                      |                      |                      |                      |
|                                            |                                            |                                            |                                            |                                            |                                            |                                     |                                     |                                          |                                          |                                          |                                          |                                          |                                          |                                 |                                 |                                      |                                      |                                      |                                      |                                      |                                      |  |  |                                      |                                      |                                      |                                      |                                      |                                      |                                    |                                    |                                            |                                            |                                            |                                            |                                            |                                            |                                            |                                            |                                            |                                            |                                        |                                        |                                        |                                        |  |  |                      |                      |                      |                      |                      |                      |
|                                            |                                            |                                            |                                            |                                            |                                            |                                     |                                     |                                          |                                          |                                          |                                          |                                          |                                          |                                 |                                 |                                      |                                      |                                      |                                      |                                      |                                      |  |  |                                      |                                      |                                      |                                      |                                      |                                      |                                    |                                    |                                            |                                            |                                            |                                            |                                            |                                            |                                            |                                            |                                            |                                            |                                        |                                        |                                        |                                        |  |  |                      |                      |                      |                      |                      |                      |
|                                            |                                            |                                            |                                            | Maria Amalia van Saksen (1724-1760)        | Maria Amalia van Saksen (1724-1760)        | Maria Amalia van Saksen (1724-1760) | Maria Amalia van Saksen (1724-1760) | Maria Amalia van Saksen (1724-1760)      | Maria Amalia van Saksen (1724-1760)      |                                          |                                          |                                          |                                          |                                 |                                 | Karel III van Spanje (1716-1788)     | Karel III van Spanje (1716-1788)     | Karel III van Spanje (1716-1788)     | Karel III van Spanje (1716-1788)     | Karel III van Spanje (1716-1788)     | Karel III van Spanje (1716-1788)     |  |  | Filips van Parma (1720-1765)         | Filips van Parma (1720-1765)         | Filips van Parma (1720-1765)         | Filips van Parma (1720-1765)         | Filips van Parma (1720-1765)         | Filips van Parma (1720-1765)         |                                    |                                    |                                            |                                            |                                            |                                            | Louise Elisabeth van Frankrijk (1727-1759) | Louise Elisabeth van Frankrijk (1727-1759) | Louise Elisabeth van Frankrijk (1727-1759) | Louise Elisabeth van Frankrijk (1727-1759) | Louise Elisabeth van Frankrijk (1727-1759) | Louise Elisabeth van Frankrijk (1727-1759) |                                        |                                        |                                        |                                        |  |  |                      |                      |                      |                      |                      |                      |
|                                            |                                            |                                            |                                            | Maria Amalia van Saksen (1724-1760)        | Maria Amalia van Saksen (1724-1760)        | Maria Amalia van Saksen (1724-1760) | Maria Amalia van Saksen (1724-1760) | Maria Amalia van Saksen (1724-1760)      | Maria Amalia van Saksen (1724-1760)      |                                          |                                          |                                          |                                          |                                 |                                 | Karel III van Spanje (1716-1788)     | Karel III van Spanje (1716-1788)     | Karel III van Spanje (1716-1788)     | Karel III van Spanje (1716-1788)     | Karel III van Spanje (1716-1788)     | Karel III van Spanje (1716-1788)     |  |  | Filips van Parma (1720-1765)         | Filips van Parma (1720-1765)         | Filips van Parma (1720-1765)         | Filips van Parma (1720-1765)         | Filips van Parma (1720-1765)         | Filips van Parma (1720-1765)         |                                    |                                    |                                            |                                            |                                            |                                            | Louise Elisabeth van Frankrijk (1727-1759) | Louise Elisabeth van Frankrijk (1727-1759) | Louise Elisabeth van Frankrijk (1727-1759) | Louise Elisabeth van Frankrijk (1727-1759) | Louise Elisabeth van Frankrijk (1727-1759) | Louise Elisabeth van Frankrijk (1727-1759) |                                        |                                        |                                        |                                        |  |  |                      |                      |                      |                      |                      |                      |
|                                            |                                            |                                            |                                            |                                            |                                            |                                     |                                     |                                          |                                          | Karel IV van Spanje (1748-1819)          | Karel IV van Spanje (1748-1819)          | Karel IV van Spanje (1748-1819)          | Karel IV van Spanje (1748-1819)          | Karel IV van Spanje (1748-1819) | Karel IV van Spanje (1748-1819) |                                      |                                      |                                      |                                      |                                      |                                      |  |  |                                      |                                      |                                      |                                      |                                      |                                      | Maria Louisa van Parma (1751-1819) | Maria Louisa van Parma (1751-1819) | Maria Louisa van Parma (1751-1819)         | Maria Louisa van Parma (1751-1819)         | Maria Louisa van Parma (1751-1819)         | Maria Louisa van Parma (1751-1819)         |                                            |                                            |                                            |                                            |                                            |                                            |                                        |                                        |                                        |                                        |  |  |                      |                      |                      |                      |                      |                      |
|                                            |                                            |                                            |                                            |                                            |                                            |                                     |                                     |                                          |                                          | Karel IV van Spanje (1748-1819)          | Karel IV van Spanje (1748-1819)          | Karel IV van Spanje (1748-1819)          | Karel IV van Spanje (1748-1819)          | Karel IV van Spanje (1748-1819) | Karel IV van Spanje (1748-1819) |                                      |                                      |                                      |                                      |                                      |                                      |  |  |                                      |                                      |                                      |                                      |                                      |                                      | Maria Louisa van Parma (1751-1819) | Maria Louisa van Parma (1751-1819) | Maria Louisa van Parma (1751-1819)         | Maria Louisa van Parma (1751-1819)         | Maria Louisa van Parma (1751-1819)         | Maria Louisa van Parma (1751-1819)         |                                            |                                            |                                            |                                            |                                            |                                            |                                        |                                        |                                        |                                        |  |  |                      |                      |                      |                      |                      |                      |
|                                            |                                            |                                            |                                            |                                            |                                            |                                     |                                     |                                          |                                          |                                          |                                          |                                          |                                          |                                 |                                 |                                      |                                      |                                      |                                      |                                      |                                      |  |  |                                      |                                      |                                      |                                      |                                      |                                      |                                    |                                    |                                            |                                            |                                            |                                            |                                            |                                            |                                            |                                            |                                            |                                            |                                        |                                        |                                        |                                        |  |  |                      |                      |                      |                      |                      |                      |
|                                            |                                            |                                            |                                            |                                            |                                            |                                     |                                     |                                          |                                          |                                          |                                          |                                          |                                          |                                 |                                 |                                      |                                      |                                      |                                      |                                      |                                      |  |  |                                      |                                      |                                      |                                      |                                      |                                      |                                    |                                    |                                            |                                            |                                            |                                            |                                            |                                            |                                            |                                            |                                            |                                            |                                        |                                        |                                        |                                        |  |  |                      |                      |                      |                      |                      |                      |
| Charlotte Joachime van Bourbon (1775-1830) | Charlotte Joachime van Bourbon (1775-1830) | Charlotte Joachime van Bourbon (1775-1830) | Charlotte Joachime van Bourbon (1775-1830) | Charlotte Joachime van Bourbon (1775-1830) | Charlotte Joachime van Bourbon (1775-1830) |                                     |                                     | Maria Amalia van Bourbon (1779-1798)     | Maria Amalia van Bourbon (1779-1798)     | Maria Amalia van Bourbon (1779-1798)     | Maria Amalia van Bourbon (1779-1798)     | Maria Amalia van Bourbon (1779-1798)     | Maria Amalia van Bourbon (1779-1798)     |                                 |                                 | Maria Louisa van Bourbon (1782−1824) | Maria Louisa van Bourbon (1782−1824) | Maria Louisa van Bourbon (1782−1824) | Maria Louisa van Bourbon (1782−1824) | Maria Louisa van Bourbon (1782−1824) | Maria Louisa van Bourbon (1782−1824) |  |  | Ferdinand VII van Spanje (1784-1833) | Ferdinand VII van Spanje (1784-1833) | Ferdinand VII van Spanje (1784-1833) | Ferdinand VII van Spanje (1784-1833) | Ferdinand VII van Spanje (1784-1833) | Ferdinand VII van Spanje (1784-1833) |                                    |                                    | Karel Maria Isidor van Bourbon (1788-1855) | Karel Maria Isidor van Bourbon (1788-1855) | Karel Maria Isidor van Bourbon (1788-1855) | Karel Maria Isidor van Bourbon (1788-1855) | Karel Maria Isidor van Bourbon (1788-1855) | Karel Maria Isidor van Bourbon (1788-1855) |                                            |                                            | Maria Isabella van Bourbon (1789-1848)     | Maria Isabella van Bourbon (1789-1848)     | Maria Isabella van Bourbon (1789-1848) | Maria Isabella van Bourbon (1789-1848) | Maria Isabella van Bourbon (1789-1848) | Maria Isabella van Bourbon (1789-1848) |  |  | 6 broers en 2 zussen | 6 broers en 2 zussen | 6 broers en 2 zussen | 6 broers en 2 zussen | 6 broers en 2 zussen | 6 broers en 2 zussen |